# ایهور خودوبیاک (بازیکن فوتبال، زاده ۱۹۸۵)
ایهور خودوبیاک (اوکراینی: Ігор Ярославович Худоб’як؛ زادهٔ ۲۰ فوریهٔ ۱۹۸۵) بازیکن فوتبال اهل اوکراین است.
از باشگاه‌هایی که در آن بازی کرده‌است می‌توان به باشگاه فوتبال کارپاتی لویو، باشگاه فوتبال روستوف، و باشگاه فوتبال اسپارتاک ایوانو-فرانکیفسک اشاره کرد.
وی همچنین در تیم‌های ملی فوتبال زیر ۲۱ سال اوکراین و اوکراین بازی کرده‌است.